# Sardanápalo
Sardanápalo (em grego: Σαρδανάπαλος; romaniz.: Sardanápalos; em latim: Sardanapalus ou Sardanapallus) foi, segundo o autor grego Ctésias de Cnido (século V a.C.), o último rei da Assíria, uma distinção que é atualmente atribuída a Assurubalite II (r. 612–609 a.C.).
A obra Persica, onde Ctésias menciona Sardanápalo, não chegou aos nossos dias, mas é conhecida através de compilações posteriores e da obra de Diodoro Sículo (II.27; século I a.C.). Segundo os escritos deste último, Sardanápalo teria vivido no século VII a.C. e é retratado como uma figura decadente que passou a vida em autoindulgência e morreu numa orgia de destruição. O nome é provavelmente uma deturpação de Assurbanípal, o último soberano do Império Assírio, que reinou entre c. 668 e 627 a.C., mas a figura descrita por Diodoro apresenta poucas relações com o que se sabe daquele imperador, o qual era poderoso militarmente, um governante instruído e muito eficiente, que dirigia o maior império que o mundo conhecera até então. Assurbanípal morreu de causas naturais em 627 a.C. Segundo a lenda grega, Sardanápalo era filho de Anaquindaraxe, no entanto sabe-se que o pai de Assurbanípal era o rei assírio Assaradão.[carece de fontes?]
A decadência lendária de Sardanápalo tornou-se mais tarde um tema literário e artístico, especialmente durante a era romântica.

## História
Segundo Diodoro, Sardanápalo ultrapassou todos os seu antecessores em ociosidade e luxúria, tendo passado toda a sua vida em autoindulgência. Vestia roupa feminina e usava maquilhagem. Tinha muitas concubinas, não só mulheres mas também homens. Escreveu o próprio epitáfio, onde dizia que o prazer físico é o único propósito na vida. O seu estilo de vida causou insatisfação no Império Assírio, que levou a uma conspiração contra ele liderada por um tal de "Arbaces". Uma aliança de medos, persas e babilónios desafiou os assírios. Sardanápalo envolveu-se pessoalmente nos combates e repeliu várias vezes os rebeldes, mas não conseguiu derrotá-los. Pensando que o tinha conseguido, Sardanápalo voltou ao seu estilo de vida decadente, ordenando sacrifícios e celebrações. Entretanto os rebeldes receberam reforços da Báctria e as tropas de Sardanápalo foram surpreendidas quando festejavam e foram derrotadas.[carece de fontes?]
Sardanápalo voltou à sua capital Nínive para a defender, ao mesmo tempo que colocou no comando do seu exército o seu cunhado, que foi rapidamente derrotado e morto. Após ter posto a sua família em segurança, Sardanápalo preparou-se para resistir em Nínive. Conseguiu aguentar um longo cerco, mas chuvas intensas provocaram cheias no Tigre, que levaram à queda de uma das muralhas de defesa. Para evitar cair nas mãos dos seus inimigos, Sardanápalo mandou erigir uma enorme pira funerária para si próprio, onde empilhou "todo o seu ouro, prata e trajes reais", após o que encerrou todos os seus eunucos e concubinas dentro da pira, à qual lançou fogo e onde morreu com eles.
O autor grego Quérilo de Iaso (século IV a.C.) compôs um epitáfio a Sardanápalo, que segundo ele foi traduzido do caldeu.

## Historicidade
Não há qualquer rei chamado Sardanápalo na Lista de reis da Assíria. Algumas partes da história de Sardanápalo parecem ter alguma relação com eventos ocorridos nos últimos anos do Império Assírio, que envolvem conflitos entre o rei assírio Assurbanípal e o seu irmão Samassumauquim, que governava a Babilónia como vassalo, em nome do irmão. Embora Sardanápalo seja geralmente identificado com Assurbanípal, a sua alegada morte no fogo do seu palácio é mais coerente com a hipótese de ter sido Samassumauquim, que adotou uma posição a favor do nacionalismo babilónio e formou uma aliança com os babilónios, caldeus, elamitas, árabes e suteanos contra o seu soberano, numa tentativa de transferir a capital do vasto império de Nínive para a Babilónia.[carece de fontes?]
Não há evidências provenientes da Mesopotâmia que Assurbanípal ou Samassumauquim tivessem um estilo de vida hedonística. As fontes apresentam ambos como governantes fortes, disciplinados e ambiciosos e Assurbanípal era conhecido como um rei letrado e estudioso que se interessava por matemática, astronomia, astrologia, história, zoologia e botânica.
Foi Samassumauquim que foi cercado e derrotado em Babilónia, tendo os seus aliados sido esmagados, não Assurbanípal em Nínive. Há uma inscrição posterior à derrota dele em 648 a.C., onde se lê: 
| “ | ... eles arrastaram Samassumaquim, o irmão inimigo que me atacou, para a violenta conflagração». | ” |

A queda de Nínive ocorreu entre 613 e 611 a.C. (provavelmente em 612 a.C.), quando a Assíria se encontrava muito enfraquecida devido a uma série de severas guerras civis entre pretendentes ao trono. Os seus antigos súditos tiraram partido desses conflitos e libertaram-se do jugo assírio. A Assíria foi atacada em 616 a.C. por tropas duma aliança de medos, citas, babilónios, caldeus, persas, cimérios e elamitas. Nínive foi cercada e saqueada em 612 a.C., durante o reinado do rei assírio Sinsariscum, o terceiro ou quarto monarca depois de Assurbanípal, que provavelmente foi morto quando defendia a sua capital, apesar dos registos serem fragmentários. O sucessor de Sinsariscum, Assurubalite II, foi o último rei da Assíria independente até 605 a.C. e governou a partir de Harã, a última capital do reino. A Assíria passou depois a ser uma província ocupada e uma entidade geopolítica que só desapareceria depois da conquista muçulmana da Mesopotâmia, no século VII d.C. A área ainda é atualmente habitada por uma minoria cristã assíria que fala aramaico oriental.[carece de fontes?]
Recentemente, Sardanápalo foi identificado com Assurdaninpal, o filho do rei assírio Salmanaser III (r. 859–824 a.C.) que liderou uma revolta contra o pai.

## Suposto túmulo
Segundo os biógrafos de Alexandre Magno, na véspera da Batalha de Isso (333 a.C.) foi mostrado ao imperador macedónio aquilo que segundo os locais era o túmulo de Sardanápalo em Anquíale na Cilícia, o qual tinha um relevo com o rei batendo palmas por cima da cabeça e uma inscrição que os locais traduziram como "Sardanápalo, filho de Anacindaraxe, construiu Anquíale e Tarso num só dia; estranho, come, bebe e faz amor, pois outras coisas humanas não valem isto" (referindo-se ao bater de palmas). No entanto, não há qualquer registo histórico de um rei assírio ter morrido ou ter sido sepultado na Cilícia.

## Sardanápalo na arte e literatura
Nas páginas da introdução do Livro I da Ética a Nicómaco de Aristóteles aqueles que (erradamente, segundo o filósofo) consideram a boa vida com a vida de prazer brutal são comparados a Sardanápalo.
A morte de Sardanápalo foi tema de uma pintura de 1827 do artista romântico francês Eugène Delacroix —  A Morte de Sardanápalo — que por sua vez foi inspirada na peça de teatro de 1821 Sardanápalo, de Byron, baseada na obra de Diodoro. Nas suas notas sobre as obras de Byron, Ernest H. Coleridge escreve:
| “ | "É praticamente desnecessário lembrar o leitor moderno que o Sardanápalo da história é um personagem não verificado se não mesmo inverificável... O personagem que Ctésias apresentou ou inventou, um libertino efeminado, afundado em luxúria e preguiça, que acabou por ter que pegar em armas e, depois de uma resistência prolongada mas ineficiente, evitou ser capturado pelo suicídio, não pode ser identificado."[carece de fontes?] | ” |

O compositor romântico francês Hector Berlioz compôs uma cantata inspirada na morte de Sardanápalo, com a qual ganhou o Prix de Rome, promovido pelo Conservatório de Paris, a que já tinha concorrido três vezes anteriormente sem sucesso. Grande parte da partitura dessa cantata perdeu-se.[carece de fontes?]
Franz Liszt começou a compor uma ópera sobre Sardanápalo — Sardanapale — que nunca chegou a completar. Na sua autobiografia Walden, Henry David Thoreau escreveu:
| “ | é o faustoso e desbragado que dita as modas que o rebanho segue tão diligentemente. O viajante que pára nas melhores casas, assim chamadas, depressa descobre isso, pois os taberneiros presumem que ele é um Sardanápalo, e se ele se entregar às suas afetuosas compaixões ele seria rapidamente enfraquecido. | ” |